# Йэншишмэ
Йэншишмэ (баш. Йәншишмә) — республиканская газета для детей и подростков на башкирском языке. Выходит 2 раза в неделю в г. Уфе Республики Башкортостан. Учредитель — Правительство Республики Башкортостан. На страницах газеты освещаются события в республике, стране и за рубежом, также поднимаются проблемы нравственности, патриотизма.

## История газеты
История газеты берёт своё начало с середины 1920-х гг., когда начало издаваться приложение «Красный галстук» («Ҡыҙыл галстук») газеты «Йэш юҡсыл» («Юный пролетарий», ныне газета «Йэшлек»).
12 декабря 1929 года утверждено постановление Башобкома о необходимости создания газеты для детей и подростков на родном языке.
С 12 февраля 1930 года начала издаваться отдельная газета под названием «Йәш төҙөүсе» («Молодой строитель») на латинской графике. Первоначально выходила раз в неделю. Первым редактором стал Х. Мухамедьяров.
28 июня 1941 года, в связи с началом Великой Отечественной войны, издание газеты «Йәш төҙөүсе» приостановилось.
Издание вновь начинает выходить в январе 1959 года под названием «Башҡортостан пионеры» («Пионер Башкортостана»), которая являлась печатным органом Башкирского обкома ВЛКСМ. Главным редактором стал Шариф Биккул.
С 1977 года среди учащихся республики начинают проводиться лыжные соревнования на призы газеты «Башҡортостан пионеры», которые до сих пор ежегодно привлекают внимание сотен подростков.
В 1991 году получила современное название — газета «Йэншишмэ» («Живой родник»). С 1991 года учредителем газеты стало Министерство народного образования Башкортостана, а с 1996 года — Министерство печати и массовой информации Правительства Республики Башкортостан.
С 2003 года газета «Йэншишмэ» начинает издаваться в цветном формате.
В становлении издания активное участие принимали писатели, журналисты, учёные, деятели искусства: С. Алибай, Н. Асанбаев, Г. Ахметшин, З. Биишева, А. Бикчентаев, Х. Гиляжев, М. Карим, Дж. Киекбаев, К. Киньябулатова, Г. Рамазанов, Ф. Рахимгулова, Р. Сальманов, М. Якупов и другие.

## Рубрики
«Илһам» («Вдохновение»), «Тәжрибә» («Делимся опытом»), «Минең бәләкәй бизнесым» («Мой маленький бизнес»), «Уҡы, уйлан!» («Прочти и задумайся!»), «Сәйәсәткә сәйәхәт» («Путешествие в политику») и другие.

## Награды
- Почётная грамота Президиума Верховного Совета РСФСР (1980).
- Почётная грамота ЦК ВЛКСМ (1990).

## Главные редакторы
- М. Хай (1930);
- Г. Каримов (1931);
- Н. Хисматуллина (1931);
- Н. Мухаметшакиров (1932);
- Ш. Губайдуллин (1932);
- К. Муртазин (1933);
- М. Сакаева (1934);
- Г. В. Гузаиров (с 1935 года);
- С. Муратшина (с 1939 года);
- Ш. Биккул (1959);
- Р. Х. Фаткуллин (с 1959 года);
- В. Ю. Даутов (с 1965 года);
- М. М. Якупов (с 1971 года);
- С. Алибай (с 1978 года);
- Р. Янбек (с 1986 года);
- Г. М. Яруллин (с 1992 года);
- М. Г. Юнусов (с 1998 года).